# Gustav von Bezold (Richter)
Gustav Adolf Albert von Bezold (* 26. August 1828 in Rothenburg ob der Tauber; † 13. März 1892 in Leipzig) war ein deutscher Reichsgerichtsrat.

## Leben
Er entstammte der Rothenburger Patrizierfamilie Bezold. Der Physiologe Albert von Bezold (1836–1868) war sein Bruder. Er studierte Rechtswissenschaften unter anderem in München und Heidelberg. Oktober 1850 wurde der Bayer Bezold vereidigt. 1857 ernannte man ihn zum Assessor am Bezirksgericht und 1862 zum Bezirksgerichtsrat in Augsburg. 1874 wurde er zum Appellationsgerichtsrat befördert. 1879 folgte die Beförderung zum Oberlandesgerichtsrat. Mai 1882 kam er an das Reichsgericht. Er war im III. Strafsenat und im VI. Zivilsenat des Reichsgerichts tätig. Er ist im Amt verstorben.